# ماوريتس بوست

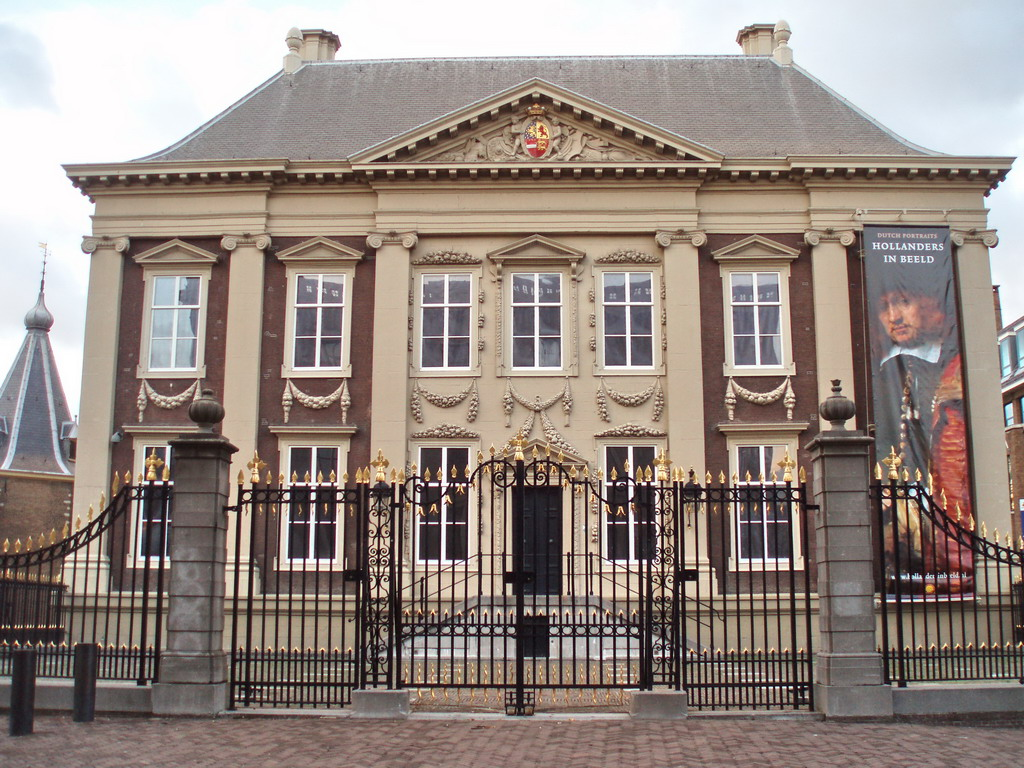
متحف ماورتشهاوس تسمى على اسم أول مالك له، موريس أوف ناساو أمير أورانج، الذي عين بيتر بوست ليصمم منزله. وفي عام 1668 قام ماوريتس (الذي ربما تسمى على اسم بيتر بوست) بتصميم حديقة لهذا المنزل.

ماوريتس بوست (حوالي 10 ديسمبر، 1645، هارلم، هولندا - 6 يونيو، 1677، لاهاي) كان معمارياً من العصر الذهبي الهولندي.